# Hollie Grima
Hollie Louise Grima (Launceston, 16 dicembre 1983) è un'ex cestista australiana.

## Carriera
Con l'Australia ha disputato i Giochi olimpici di Pechino 2008, tre edizioni dei Campionati mondiali (2002, 2006, 2010) e tre dei Campionati oceaniani (2003, 2005, 2009).